# Bell L-39
Bell L-39 – amerykański samolot doświadczalny zbudowany w wytwórni Bell Aircraft do prób ze skrzydłami skośnymi. W 1946 roku zmodyfikowano dwa samoloty Bell P-63 Kingcobra, które poddano szeregom testów. Program zakończono 26 sierpnia 1946 roku.

## Historia
17 maja 1946 roku zakłady Bella wydały oświadczenie prasowe o rozpoczęciu eksperymentów z samolotami ze skośnymi skrzydłami. Ostatecznym celem było zbudowanie samolotu zdolnego przekroczyć barierę dźwięku w ramach programu United States Navy. Do eksperymentów przeznaczono dwa samoloty z serii Bell P-63 Kingcobra; jeden XP-63N (379 godzin w powietrzu), który otrzymał oznaczenie L-39-1 (numer seryjny BuNo 90060), i jeden P-63A-9-BE, który otrzymał oznaczenie L-39-2 (BuNo 90061).
Główna modyfikacja samolotów polegała na usunięciu starych skrzydeł i zamontowaniu nowych o skosie 35°. Główne podwozie (w modelach P-63 wciągane do zewnętrznych części skrzydeł) było stałe, ale koło przednie było wciągane do kadłuba. Zmiana układu skrzydeł zmieniła środek ciężkości samolotów. W tylnej części założono dodatkowy balast, który odpowiednio je wyważał, ale w czasie pierwszych testów wykryto, że balast nie był wystarczający, i czterołopatowe śmigła P-63 zamieniono na lżejsze, trzyłopatowe z P-39Q. Po późniejszych testach przedłużono dodatkowo kadłub o cztery stopy (192 cm), dodano dużą brzechwę pod ogonem i sloty na krawędzi natarcia skrzydeł.
Pierwszy lot L-39-1 odbył się 23 kwietnia z fabrycznego lotniska Bella w Niagara Falls. Po kilku lotach maszynę przekazano należącemu wówczas do National Advisory Committee for Aeronautics instytutowi Langley Research Center. W tym czasie na lotnisku Bella oblatano drugi samolot, L-39-1, wyposażony w automatyczny system przepompowywania paliwa, który zachowywał stały środek ciężkości samolotu w czasie lotu.

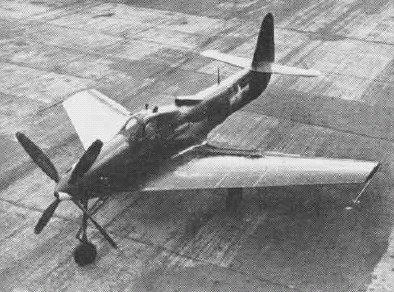
L-39-2 ze skrzydłami z ostrą krawędzią natarcia

Obydwa samoloty były używane do skorelowania wyników z testów w tunelu aerodynamicznym z danymi uzyskanymi w czasie lotów pełnowymiarowych samolotów i innych testów; na przykład na L-39-2 testowano skrzydła z okrągłym profilem zaprojektowane dla XS-2F i skrzydła z bardzo ostrą krawędzią natarcia, podobne do użytych później na Bell X-2.
Testy zawieszono 26 sierpnia. Wkrótce program został zakończony. L-39-2 został przekazany do instytutu NACA Lewis Research Center. Obydwa samoloty zezłomowano w 1955 roku.